# Liga IFL

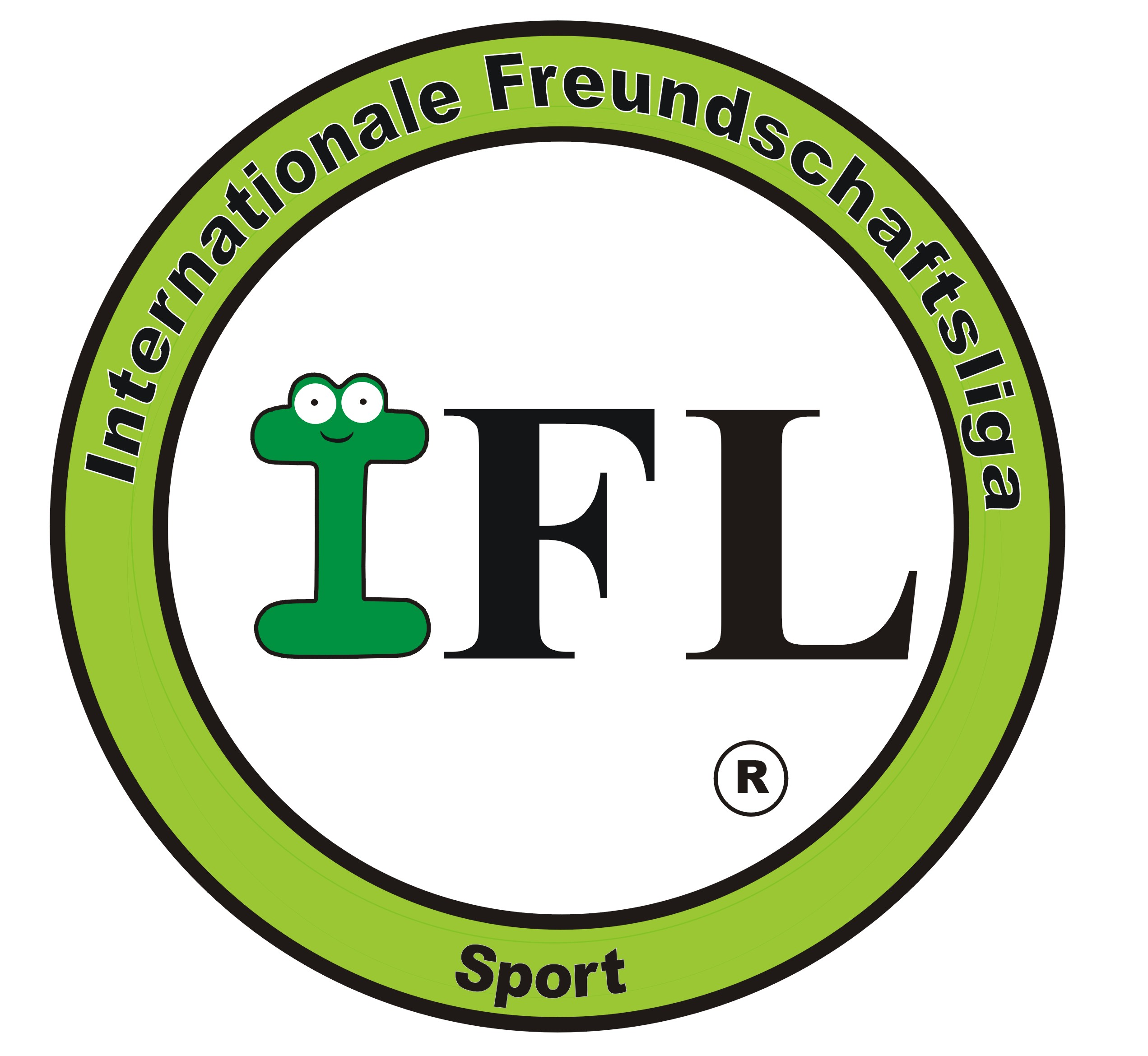
Logo IFL, marcă înregistrată.

Logo pentru evenimentul sportiv internațional Freundschaftcup - Friendship Cup

Logo Kahlenberg Cup, competiție sportivă.

Logo clubul sportiv SV Kahlenberg,

Logo clubul sportiv FC Moldova.

Logo clubul sportiv SC Syria Vienna.

Logo clubul sportiv FC Romania 1902.

Logo Romania Kultur-Sport.

Echipa câștigătoare a Freundschaftcup 2017 in Viena

Liga IFL Freundschaftsliga a luat ființă în anul 2004 în Viena, Austria la inițiativa doamnei Clara Popescu. La început s-a desfășurat ca un proiect de promovare a prieteniei, bunei înțelegeri și încurajării diferitelor comunități din Viena de a petrece timpul împreună și de a face sport. Cu anii s-a dezvoltat și s-au adăugat și alte manifestări cultural-sportive, sport-turism, sport-socializare, cultură-schimb comercial sau de promovarea păcii și de prietenie între popoare . Proiectele desfășurate in cadrul ligii sunt cuprinse in programe internaționale cu desfașurare anuală. Un program în cadrul Ligii IFL poate conține mai multe meciuri de fotbal ,de beach-voleyball, baschet sau activități de atletism desfașurate separt sau combinate mai exact participanții pot să strângă puncte in clasament la două sau mai multe discipline, ca de exemplu: meciuri de fotbal , atletism,etc. Echipele participante sunt în general mixte și trebuie să aibă in componență cel puțin o persoană de sex feminin. Dar asta nu exclude participarea echipelor doar feminine sau masculine. „Liga IFL” s-a dezvoltat în timp prin natura evenimentelor speciale care se disting prin caracterul lor unicat:
Kahlenberg Cup – fotbal
Kahlenberg Cup – beach-voleyball 
Kahlenberg Cup – alergări sau competiții de marș
Freundschaftcup- Frienship Cup a devenit in timp un eveniment fotbalistic iubit și apreciat la nivel mondial. Desenul care reprezintă acest fenomen sportiv este compus dintr-un fotbalist stilizat care joacă fotbal intr-o cupă, desenul este de culoare rosie și  în timp a câștigat recunaștere internațională s-a fixat repede și cu respect în memoria participanților si este o marcă înregistrată la nivel european.
Running Queen este o competiție care poate fi o alergare sau un speed walking adresată doamnelor și domnișoarelor. Competiția s-a desfășurat până în prezent în Germania, Austria, Egipt și România.
La sfârșitul anului 2023 Liga IFL se mută, la decizia fondatoarei doamnei Clara Popescu, în România.

### CLASAMENT
Liga IFL 
| An   | Loc | Echipă           | Locul de desfășurare |
| ---- | --- | ---------------- | -------------------- |
| 2024 | 1   | FC România 1902  | București, România   |
|      | 2   | SV Kahlenberg    |                      |
|      | 3   | FC Calaromania   |                      |
|      | 4   | SV Kahlenberg 2  |                      |
|      | 5   | FC Moldova       |                      |
| 2023 | 1   | FC Romania 1902  | București, România   |
|      | 2   | SV Kahlenberg    |                      |
|      | 3   | FC Moldova       |                      |
|      | 4   | FC Rumänien Wien |                      |
|      | 5   | FC Calaromania   |                      |
|      | 6   | SC Syria         |                      |
| 2022 | 1   | FC România 1902  | Bușteni, România     |
|      | 2   | SV Kahlenberg    |                      |
|      | 3   | FC Moldova       |                      |
|      | 4   | FC Calaromania   |                      |
|      | 5   | FC Rumänien Wien |                      |

Freundschaftscup 
| An   | Loc | Echipă                             | Tară        | Loculul de desfășurare |  |
| ---- | --- | ---------------------------------- | ----------- | ---------------------- |  |
| 2024 | 1   | FC România 1902                    | rand        | București, România     |  |
|      | 2   | SV Kahlenberg                      | rand        |                        |  |
|      | 3   | FC Calaromania                     | rand        |                        |  |
|      | 4   | SV Kahlenberg 2                    | rand        |                        |  |
|      | 5   | FC Moldova                         | rand        |                        |  |
| 2023 | 1   | SV Kahlenberg                      | rand        | Hurghada, Ägypten      |  |
|      | 2   | Team Germany                       | rand        |                        |  |
|      | 3   | Team Egypt                         | rand        |                        |  |
|      | 4   | Team Slovakia                      | rand        |                        |  |
|      | 5   | Team France                        | rand        |                        |  |
|      | 6   | Team Georgia                       | rand        |                        |  |
|      | 7   | FC Romania 1902 Team               | rand        |                        |  |
|      | 8   | FC Moldova Team                    | rand        |                        |  |
| 2022 | 1   | SV Kahlenberg                      | rand        | Hurghada, Ägypten      |  |
|      | 2   | Team Germany 2                     | rand        |                        |  |
|      | 3   | Red Sea Team                       | rand        |                        |  |
|      | 4   | Team Germany 1                     | rand        |                        |  |
|      | 5   | Switzerland Team 1                 | rand        |                        |  |
| 2021 | 1   | Team Germany                       | rand        | Hurghada, Ägypten      |  |
|      | 2   | Team Africa                        | rand        |                        |  |
|      | 3   | Austria Team                       | rand        |                        |  |
|      | 4   | Team Slovenia                      | rand        |                        |  |
|      | 5   | FC Romania 1902                    | rand        |                        |  |
| 2020 | 1   | SV Kahlenberg                      | rand        | Wien, Österreich       |  |
|      | 2   | FC Romania 1902                    | rand        |                        |  |
|      | 3   | FC Moldova                         | rand        |                        |  |
|      | 4   | SC Syria Vienna                    | rand        |                        |  |
|      | 5   | FC Calaromania Wien                | rand        |                        |  |
| 2019 | 1   | SC Qena                            | rand        | Qina, Ägypten          |  |
|      | 2   | SV Kahlenberg                      | rand        |                        |  |
|      | 3   | FC Kairo                           | rand        |                        |  |
|      | 4   | Hurgada Team SC                    | rand        |                        |  |
|      | 5   | FC Calaromania Wien                | rand        |                        |  |
| 2017 | 1   | Echipa Ambasadei României la Viena | rand        | Wien, Österreich       |  |
|      | 2   | FC Romania 1902 Wien               | rand · rand |                        |  |
|      | 3   | SV Kahlenberg                      | rand        |                        |  |
| 2016 | 1   | SV Kahlenberg                      | rand        | Wien, Österreich       |  |
|      | 2   | FC Bayer Wien                      | rand        |                        |  |
|      | 3   | FC Despacito                       | rand        |                        |  |
|      | 4   | FC Romania Wien                    | rand        |                        |  |
|      | 5   | FC Moldova Wien                    | rand        |                        |  |

| An   | Loc | Echipa                    | Tara | Locul de desfășurare |
| ---- | --- | ------------------------- | ---- | -------------------- |
| 2024 | 1   | FC Calaromania Wien       | rand | Romania              |
|      | 2   | SV Kahlenberg             | rand |                      |
|      | 3   | FC România 1902 București | rand |                      |
| 2023 | 1   | Deutschland Team          | rand | Egipt                |
|      | 2   | Österreich Team           | rand |                      |
|      | 3   | Frankreich Team           | rand |                      |
|      | 4   | Ägypten Team              | rand |                      |
|      | 5   | Slovakei Team             | rand |                      |
|      | 6   | Georgian Team             | rand |                      |
| 2021 | 1   | Germania                  | rand | Egipt                |
|      | 2   | Austria                   | rand |                      |
|      | 3   | Slovenia                  | rand |                      |
|      | 4   | Moldova                   | rand |                      |
|      | 5   | România                   | rand |                      |
|      | 6   | Siria                     | rand |                      |

| An   | Loc | Echipa   | Tara | Locul de desfășurare |
| ---- | --- | -------- | ---- | -------------------- |
| 2023 | 1   | Austria  | rand | Hurghada, Egipt      |
|      | 2   | Egipt    | rand |                      |
|      | 3   | Germania | rand |                      |
|      | 4   | Slovacia | rand |                      |
|      | 5   | Georgia  | rand |                      |
|      | 6   | Franța   | rand |                      |

## Weblinks
- Internationale Freundschaftsliga Sport

- Freundschaftscup- Frienship Cup

- IFL Freundschaftsliga Sport-Liga IFL

## Quelle
- Știrile TVR: Clara Popescu si Romania sportivă din Viena| TVR.RO

- Mai tare ca Anamaria Prodan! CLICK:RO

- Ich bin keine Puppe-Die erste österreichische Boulevardzeitung

- TIMES NEWS : Un prinț din Austria, cucerit de brand-ul creat de femeia de afaceri Clara Popescu!

- Clara Și Sorin Popescu i-au premiat pe bucureștenii care au făcut săritura de pe loc, la un eveniment sportiv de pe Calea Victoriei!

- Ce eveniment a organizat în Egipt Clara Popescu, femeia cu cinci echipe de fotbal! ”Evenimentul a fost un omagiu adus păcii si prieteniei intre popoare”

- Cea mai în vârstă participantă de la Running Queen a fost premiată de către organizatori! Ce cadou a primit!

- Clara și Sorin Popescu au organizat, a doua ediție a Running Queen in Breaza Romania

- Povestea Clarei Popescu și a copiilor orfani din mai multe țări răpuse de războaie.

- Noutăți de la Freundschaftcup -Friendshipcup.